# Gadhra
Gadhra é uma vila no distrito de Purbi Singhbhum, no estado indiano de Jharkhand.

## Demografia
Segundo o censo de 2001, Gadhra tinha uma população de 15 742 habitantes. Os indivíduos do sexo masculino constituem 53% da população e os do sexo feminino 47%. Gadhra tem uma taxa de literacia de 65%, superior à média nacional de 59,5%: a literacia no sexo masculino é de 75% e no sexo feminino é de 55%. Em Gadhra, 14% da população está abaixo dos 6 anos de idade.